# Legenden om Star Wars: Imperiets arvinge
Legenden om Star Wars: Imperiets arvinge (engelska: Heir to the empire) är en amerikansk science fiction-roman från 1991 skriven av Timothy Zahn. Boken är den första delen i thawn-trilogin och räknas som startskottet för det "expanderade universumet" (numera känt som "Legends") material som tillkommit ut över de ursprungliga sex Stjärnornas krig-filmerna. 
Handlingen utspelar sig en antal år efter Jedins återkomst. Rymdimperiet har fallit och freden är återställd i galaxen. Men segern visar sig bli kortlivad. Snart ställs rebellerna inför en ny dödlig fiende, den geniale kejserlige storamiralen Thrawn.  
Boken  publicerades i Sverige 1995 av bokförlaget Bonnier Carlsen, med översättning av Elisabet och Gabriel Setterborg.

## Handling
Fem år har gått sedan rymdimperiets förlust och kejsar Palpatines död. Den nya republiken med prinsessan Leia i spetsen gör sitt yttersta för att återuppbygga den splittrade galaxen. Men allt är inte som det verkar. Från galaxens yttre rand strömmar rykten om att kejsardömet inte alls är besegrat, och hur ny genial befälhavare tagit över dess kvarvarande styrkor. Rebellernas värsta farhågor besannas när deras rymdskepp plötsligt överfalls av kejserliga stjärnjagare. Under förödmjukande omständigheter lider den nya republiken förlust efter förlust, och tvingas till slut på defensiven.
Mannen bakom de kejserliga framgångarna är storamiral Thrawn, en av de skickligaste bland kejsarens befälhavare. Thrawn är fast besluten att åter bygga upp det gamla rymdimperiet och en gång för alla krossa rebellalliansen. Nu är det upp till jediriddaren Luke Skywalker, prinsessan Leia, Han Solo och deras vänner att stoppa storamiralens planer och trygga galaxens frihet. Men uppgiften blir svårare än de förväntat sig, det visar sig att Thrawn har fler ess i rockärmen än sitt strategiska sinne.

## Mottagande
Boken hyllades av såväl kritiker som vanliga läsare vid publiceringen 1991. Samma år blev den etta på New York Times lista över årets mest sålda böcker.
Boken räknas som startskottet för en pånyttfödelse för Star Wars-fenomenet, som fört en alltmer tynande tillvaro i slutet av 1980-talet och början av 1990-talet.